# (5749) Urduja
(5749) Urduja ist ein im äußeren Hauptgürtel gelegener Asteroid. Er wurde am 17. März 1991 von der US-amerikanischen Astronomin Eleanor Helin am Palomar-Observatorium (IAU-Code 675) in Kalifornien entdeckt.
Sichtungen des Asteroiden hatte es vorher schon mehrere gegeben: am 20. Dezember 1973 unter der vorläufigen Bezeichnung 1973 YN1 am Krim-Observatorium in Nautschnyj, am 18. August 1982 (1982 QZ3) am argentinischen Observatorio El Leoncito, am 16. September 1988 (1988 SL4) erneut am Krim-Observatorium in Nautschnyj sowie am 29. und 30. Dezember 1989 (1989 YR5) am französischen Observatoire de Haute-Provence.
Der mittlere Durchmesser von (5749) Urduja wurde mithilfe des Wide-Field Infrared Survey Explorers (WISE) mit 12,751 (±0,140) km berechnet, die Albedo mit 0,227 (±0,062).
(5749) Urduja gehört zur Eos-Familie, einer Gruppe von Asteroiden, welche typischerweise große Halbachsen von 2,95 bis 3,1 AE aufweisen, nach innen begrenzt von der Kirkwoodlücke der 7:3-Resonanz mit Jupiter, sowie Bahnneigungen zwischen 8° und 12°. Die Gruppe ist nach dem Asteroiden (221) Eos benannt. Es wird vermutet, dass die Familie vor mehr als einer Milliarde Jahren durch eine Kollision entstanden ist. Die zeitlosen (nichtoskulierenden) Bahnelemente von (5749) Urduja sind fast identisch mit denjenigen von vier kleineren (wenn man von der Absoluten Helligkeit von 15,43, 16,21, 16,85 und 16,44 gegenüber 11,99 ausgeht) Asteroiden: (186635) 2003 GW54, (406288) 2007 EC217, (444961) 2008 DP44 und 2009 WC82.
Der Asteroid wurde am 12. Dezember 2019 nach Urduja benannt, einer epischen Kriegerprinzessin der Philippinen und Heldin der Provinz Pangasinan aus dem 14. Jahrhundert. Die Benennung nach Urduja erfolgte auf Vorschlag des philippinischen Molekularbiologe Edsel Maurice Salvaña, der von der US-amerikanischen Astrophysikerin Carrie Nugent gebeten wurde, philippinische Frauen als Namensvorschläge für Asteroidenbenennungen einzureichen. Ein weiterer auf diesem Wege benannter Asteroid ist (7026) Gabrielasilang.